# Aeroporto de Dabolim
O Aeroporto de Dabolim (IATA: GOI, ICAO: VOGO) um aeroporto regional e internacional do estado indiano de Estado de Goa. Desde a invasão de Goa, tornou-se uma base aérea militar, também aberta ao tráfego civil. Até à inauguração do Aeroporto Manohar, em dezembro de 2022 na taluca de Perném (na parte norte de Goa), era o único aeroporto de Goa.
O aeroporto foi construído pelo Governo-Geral do Estado Português da Índia e inaugurado em 1951. A sua construção inseria-se no plano de desenvolvimento das instalações aeroportuárias de Goa, Damão e Diu, com o objectivo de permitir a estes territórios melhorarem as suas comunicações aeronáuticas e, assim, contrariarem o bloqueio a que estavam a ser sujeitos pelas autoridades da União Indiana.
O aeroporto tornou-se a principal base dos Transportes Aéreos da Índia Portuguesa (TAIP), a empresa de transporte aéreo criada na mesma altura.
Durante a invasão indiana de Goa em Dezembro de 1961 o aeroporto foi pesadamente bombardeado pela Força Aérea Indiana, ficando a pista e outras infraestruturas seriamente danificadas. Em 1962 o aeroporto foi ocupado pela Marinha Indiana, que o usa desde então como base aeronaval.